# Batracomorphus virbius
Batracomorphus virbius är en insektsart som beskrevs av Knight 1983. Batracomorphus virbius ingår i släktet Batracomorphus och familjen dvärgstritar. Inga underarter finns listade i Catalogue of Life.